# 816 Juliana
816 Juliana è un asteroide della fascia principale del diametro medio di circa 59,85 km. Scoperto nel 1916, presenta un'orbita caratterizzata da un semiasse maggiore pari a 3,0010689 UA e da un'eccentricità di 0,1099986, inclinata di 14,32672° rispetto all'eclittica.
Il suo nome è in onore della regina Giuliana dei Paesi Bassi.